# 粘杜父魚
粘杜父魚，為杜父魚屬的一種，為溫帶魚類，分布於美國、加拿大、阿拉斯加及俄羅斯西伯利亞淡水、半鹹水流域，棲息深度6-128公尺，體長可達12.1公分，棲息在岩石底質溪流、湖泊底層水域，常見於半鹹水域，會游至淡水流域產卵，以水生昆蟲、甲殼類等為食，可作為觀賞魚。

## 擴展閱讀
維基物種上的相關：粘杜父魚